# Выборы в Законодательное собрание Свердловской области (2004)
Выборы в Законодательное собрание Свердловской области IV-го созыва прошли 14 марта 2004 года по пропорциональной избирательной системе.

## Результаты выборов

### Нижняя палата
| Областная дума Свердловской области ЗакСо IV-го созыва         |                                              |                |                |                |       |          |       |       |
| Партия                                                         | Партия                                       | Кандидатов     | Голоса         | Голоса         | Места | Места    | Места | Места |
| Партия                                                         | Партия                                       | Кандидатов     | No.            | %              | До    | Выиграно | После | +/–   |
|                                                                | Единая Россия                                | ??             | 751 971        | 38,24          | ~4+12 | 8        | ~19   | ▲+15  |
|                                                                | Либерально-демократическая партия России     | ??             | 186 502        | 9,48           | 0     | 2        | 2     | новая |
|                                                                | Коммунистическая партия Российской Федерации | ??             | 177 327        | 9,02           | 5     | 2        | 4     | ▼-1   |
|                                                                | Союз бюджетников Урала                       | ??             | 141 811        | 7,21           | 0     | 1        | 1     | новая |
|                                                                | Партия возрождения России                    | ??             | 133 025        | 6,76           | 0     | 1        | 1     | новая |
| Партии, оставшиеся после ротации 1/2 нижней палаты ЗакСобрания |                                              |                |                |                |       |          |       |       |
|                                                                | Партия пенсионеров                           | Не участвовала | Не участвовала | Не участвовала | 1     | 0        | 1     | ▬     |
| Партии, не прошедшие пятипроцентный барьер                     |                                              |                |                |                |       |          |       |       |
|                                                                | Аграрная партия России                       | ??             | 97 606         | 4,96           | 0     | 0        | 0     | новая |
|                                                                | Родина                                       | ??             | 60 431         | 3,07           | 0     | 0        | 0     | новая |
|                                                                | Российская партия жизни                      | ??             | 51 713         | 2,63           | 0     | 0        | 0     | новая |
|                                                                | Российская сетевая партия                    | ??             | 22 438         | 1,14           | 0     | 0        | 0     | новая |
| Всего                                                          | Всего                                        | Всего          | 1 967 565      | 100,00         | 28    | 28       | 28    | ▬     |

### Верхняя палата
- Асбестовский одномандатный избирательный округ № 1 — Крупин, Николай Михайлович[3]
- Артемовский одномандатный избирательный округ № 2 — Олег Исхаков
- Богдановичский одномандатный избирательный округ № 3 — Бабушкина, Людмила Валентиновна
- Верх-Исетский одномандатный избирательный округ № 4 — Александр Богачёв
- Железнодорожный одномандатный избирательный округ № 5 — Андрей Альшевских
- Кировский одномандатный избирательный округ № 6 — Игорь Ковпак
- Ленинский одномандатный избирательный округ № 7 — Марчевский, Анатолий Павлович
- Октябрьский одномандатный избирательный округ № 8 — Анатолий Павлов
- Орджоникидзевский одномандатный избирательный округ № 9 — Юрий Осинцев
- Чкаловский одномандатный избирательный округ № 10 — Выборы аннулированы
- Каменск-Уральский одномандатный избирательный округ № 11 — Анатолий Брижан
- Кировоградский  одномандатный избирательный округ № 12 — Владимир Никитин
- Краснотурьинский одномандатный избирательный округ № 13 — Анатолий Сысоев
- Красноуфимский одномандатный избирательный округ № 14 — Альберт Абзалов
- Кушвинский одномандатный избирательный округ № 15 — Капчук, Сергей Александрович
- Дзержинский одномандатный избирательный округ № 16 — Николай Малых
- Ленинский г. Нижнего Тагила одномандатный избирательный округ № 17 — Носов, Сергей Константинович
- Первоуральский одномандатный избирательный округ № 18 — Владимир Кучерюк
- Серовский одномандатный избирательный округ № 19 — Валерия Родина
- Сысертский одномандатный избирательный округ № 20 — Серебренников, Александр Васильевич
- Туринский одномандатный избирательный округ № 21 — Викторий Шептий